# Ben Cropp
Benjamin „Ben“ Cropp (* 19. Januar 1936 auf Buka nahe Bougainville, Territorium Papua) ist ein australischer Dokumentarfilmer, Naturschützer und ehemaliger sechsfacher australischer Meister im Speerfischen. Cropp, der früher Haifischjäger war, zog sich 1962 aus diesem Beruf zurück, um sich dem Dokumentarfilmschaffen über den Ozean und dem Naturschutz zu widmen. Er hat rund 150 Dokumentarfilme über Meeres- und Wildtierabenteuer produziert, die weltweit im Fernsehen ausgestrahlt wurden, insbesondere in Australien, Deutschland, Japan, Kanada und den USA. Eine seiner Arbeiten für den Disney Channel, „The Young Adventurers“, wurde 1991 für einen Daytime Emmy Award nominiert.

## Privatleben
Cropp wurde auf der Insel Buka nahe Bougainville am 19. Januar 1936 geboren. Sein Vater war ein methodistischer Missionar auf der Insel. Er lebte an verschiedenen Orten wie Casino, Ballina und Bellingen als sein Vater in verschiedene Pfarreien umzog. Er wuchs in Lennox Head in New South Wales auf. Cropp wurde sehr religiös erzogen, aber als er 18 Jahre alt war, „löste er sich völlig davon“. Seine erste Ehe wurde mit Van Laman geschlossen, die „nicht sehr lange hielt“. Seine zweite Frau war Eva Papp, mit der er acht Jahre lang verheiratet war. Seine dritte Ehe war mit der Kanadierin Lynn Patterson. Diese Ehe dauerte 18 Jahre und die Cropps hatten zwei Söhne, Dean und Adam, die sich beide einen Namen als Kameramänner machten.
Bis 2007 wohnte Cropp in Port Douglas, Queensland, wo er 20 Jahre lang ein Schiffswrackmuseum betrieb. Seitdem wohnt er auf seinem Schiff Freedom 1V, meist im Hafengebiet von Trinity Park, wenn er nicht gerade auf See ist, um zu tauchen, Boot zu fahren, zu fischen und nach unbekannten Schiffswracks zu suchen. Auf seiner „Bucket List“ steht die Suche nach einem Schiffswrack, das vor das Jahr 1770 (der Ankunft von James Cook in Australien) datiert werden kann, denn er glaubt, dass es eines gibt.

## Karriere
Cropp war der Partner von Ron Taylor bei der Produktion von The Shark Hunters, einer 60-minütigen Schwarz-Weiß-Dokumentation, die 1961 für das Fernsehen verkauft wurde.
Sein erstes Schiffswrack entdeckte er 1963: die Catharine Adamson. Sie wurde vor Sydney gefunden und wegen ihrer Ladung an alkoholischen Getränken als "the booze ship" (etwa: "das Schnaps-Schiff") bekannt. 1964 fanden er und zwei andere die Schiffe Caro und Porpoise von Matthew Flinders, die im Korallenmeer gesunken waren.
Zum Naturschützer wurde er nach einem Erlebnis vor Montague Island im Jahr 1964, wo er den Taucher George Meyer beim Reiten auf dem Rücken eines Walhais filmte.
1977 entdeckte er das Wrack der britischen Pandora, fast zeitgleich mit einem anderen Filmemacher John Heyer und einem Bootsbesitzer Steve Domm. Zu dieser Zeit hatte John Heyer umfangreiche Nachforschungen angestellt, um das Gebiet zu bestimmen, in dem das Wrack der Pandora wahrscheinlich zu finden war, und hatte mit Hilfe von Steve Domm eine Expedition zu dessen Auffindung gestartet. Ben Cropp hatte ebenfalls umfangreiche Nachforschungen über das Wrack angestellt und plante seine eigene Suche gleichzeitig mit der Ankunft von Steve Domm, da er sich mit einem Flugzeug der RAAF verabredet hatte, das für beide eine Magnetometersuche durchführte. Ben Cropp fand das Wrack der Pandora am Great Barrier Reef kurz vor John Heyer. Cropp beansprucht außerdem über 100 weitere Schiffswrackentdeckungen für sich.
Zu seinen Suchtechniken gehört das Tragen von polarisierten Brillen, während er entlang der Riffkanten nach Anzeichen von Ankern, Ketten, Rümpfen oder Hölzern sucht. Im 21. Jahrhundert hat Cropp den Einsatz von Unterwasserdrohnen für sich entdeckt. Im Dezember 2019 entdeckte Cropp mit seinem Sohn Adam ein weiteres Wrack vor dem Sudbury Reef in der Nähe von Cairns. Im März 2020 wurde vermutet, dass es sich bei dem Wrack entweder um die Undine oder die Mermaid handelt. Cropp hat festgestellt, dass manchmal ein Teil des Rumpfes eines Holzschiffes 50 Meilen oder mehr vom letzten bekannten Aufenthaltsort des Schiffes entfernt geortet wurde, was auf Auftrieb und Abdrift zurückzuführen ist.

## Auszeichnungen
1970 wurde Cropp akkreditiertes ACS-Mitglied der Australian Cinematographers Society und erhielt 2014 die Mitgliedschaft auf Lebenszeit. Er gewann zahlreiche Filmpreise, darunter 1964 den World Underwater Photographer of the Year Award, und seine Fotos wurden in den wichtigsten Magazinen der Welt veröffentlicht, darunter National Geographic und das Cover von Time.
1999 wurde er für seine Arbeit zum Schutz der Meere und Küsten sowie zur Förderung und Sensibilisierung für die australische Meeresumwelt als Dokumentarfilmemacher zum Mitglied des Order of Australia ernannt.
Im Jahr 2000 wurde er in die International Scuba Diving Hall of Fame aufgenommen.